# Podvodna puška
Podvodna puška je ribolovni uređaj dizajniran za lansiranje vezane strijele ili harpuna za lovljenje ribe ili drugih morskih životinja i meta. Podvodne puške koriste se u sportskom ribolovu. Dvije osnovne vrste su pneumatske i elastične podvodne puške. Plutače i bove uobičajeni su pribor pri lovu većih riba. 

## Komponente
Osnovni dijelovi podvodne puške su strijela, cijev te drška koja sadrži okidački mehanizam. Podvodne puške su obično duge od 0.5 do 2 metra, a široke od 28 do 75 milimetara.

## Vrste podvodnih pušaka
Postoje dvije vrste podvodnih pušaka.

#### Podvodne puške s gumama
Kao izvor energije za lansiranje strijele koristi se guma koja je rađena najčešće od lateksa. Gume su cjevastog oblika te su provučene kroz rupe koje se nalaze na vrhu podvodne puške. Natežu se na kukice strijele.

#### Pneumatske podvodne puške
Pneumatske podvodne puške se razlikuju od onih s gumama po tome što energiju dobivaju iz zraka koji pumpanjem postiže tlak koji je jednak snazi gume.

## Postava podvodne puške

#### Odvajajući vez
Strijela je spojena direktno na plutaču. Kada se strijela lansira, odvaja se od podvodne puške. Plutača koja se nalazi na površini, povezana je na strijelu te ne pušta da ulov pobjegne.

#### Kolut s namotajem
Kao i u ribolovu na štap, podvodna puška ima kolut s namotanim užetom koje je spojeno na strijelu. Kada se strijela lansira, ulov je povezan na podvodnu pušku.